# Santos Lugares
Santos Lugares ist ein Distrikt im Südosten Argentiniens im Partido Tres de Febrero. Er befindet sich in Gran Buenos Aires, dem Metropolgebiet in der Provinz Buenos Aires nordöstlich des Stadtzentrums. Gemäß dem Zensus im Jahr 2001 hatte Santos Lugares 17.023 Einwohner.

## Geschichte

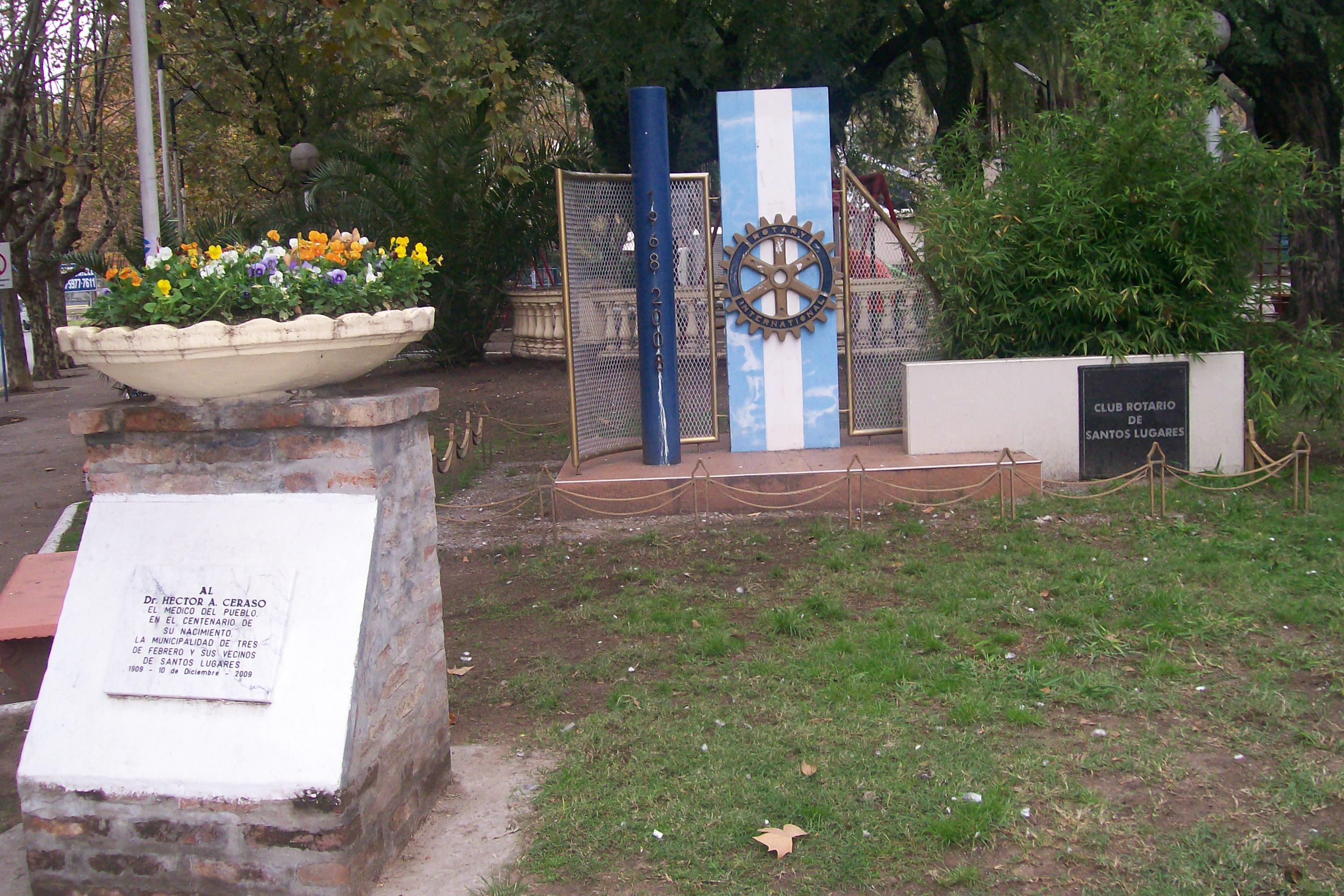
Das Rotary-Denkmal

Zwar sind schon seit 1617 Ansiedlungen in der Region nachgewiesen, aber als Anfang der Distrikt-Geschichte gilt offiziell der August 1850. In diesem Monat kaufte Manuel Lynch Grundstücke und vermietete sie an Futtermittel- und Gemüseerzeuger, deren Produkte für die nahe gelegene Stadt Buenos Aires bestimmt waren. Nur zwei Jahre später fand auf Teilen des Gebietes die Schlacht von Caseros statt. Im Jahr 1910 wurde der Eisenbahnhaltepunkt Santos Lugaros Station eröffnet, er wurde auf einem Grundstück eröffnet, das von Paul Giorello zur Verfügung gestellt worden war.
Eine wichtige Rolle im gesellschaftlichen Leben des Distriktes spielt der Rotary Club von San Martin, heute erinnert daran ein Denkmal. Er wurde im Jahr 1968 gegründet. Der Club stiftete Stipendien, gab Unterstützung für die Krankenhäuser und die öffentlichen Schulen. Der größte Beitrag waren Zuschüsse für eine Ausbildungsstätte für Jugendliche mit Behinderungen.

## Söhne der Gemeinde
- Orlando Yorio (1932–2000), Geistlicher und Jesuit